# أبوسوم فأر رمادي
أبوسوم فأر رمادي (الاسم العلمي:Tlacuatzin canescens)، هو نوع من الأبوسوم يتواجد في المكسيك.